# 理智派生活
《理智派生活》（英語：The Rational Life）（前名：《无法恋爱的理智派》），2021年中國大陸现实主义女性成长话题电视剧，改编自漫美小说《阿尔法守则》。秦嵐、王鹤棣、李宗翰領銜主演，2020年9月28日苏州正式開機，隔年1月8日全劇殺青，本剧讲述聚焦30＋都市女性职场、爱情、家庭、婚姻生活，犀利剖析当今社会问题，女性自我的觉醒与成长都市热点话题。该劇於2021年3月31日湖南衛視青春进行时剧场開播、芒果TV全网独播。6月18日登陆Netflix，在全球193个国家和地区上线。
该剧亦是2021年Netflix独家采购的首部华语剧集，并成为唯一进入前十名的中国大陆剧集。

## 简介
围绕女主角沈若歆的生活展开，着重探讨都女性在生活职场困境中自我价值的追寻，亲情、婚姻、爱情等各种亲密关系问题，并旨在通过该剧鼓励女性挣脱种种束缚，走向高处成为更好的自己。
34岁的沈若歆是一个理智派，生活却给了她鸡飞狗跳的无奈。无论是身处以男性为主导的公司职场困境，还是单亲妈妈的强势催婚，以及家庭主妇加丁克两重身份闺蜜的婚姻困境……面对生活的多重博弈，依旧目标明确、内心笃定地顽强开后成长进击之路。而祁晓的陪伴，也让她发现了亲密关系的另外一种可行性……这不仅是沈若歆的故事，也是属于每一个30+女性的故事。

## 剧情介绍
身处以男性为主导的大公司，沈若歆的升职之路举步维艰。争夺法务部总监职位已经有一年之久，但公司副总刘沛处处刁难她。沈若歆临危受命接手自燃案。沈若歆与祁晓联手发现软饭男金元浩出轨的证据，就在沈若歆与金元昊签订协议和平解决时，被拍下照片在网上传播。原来是沈若歆的男朋友崔立新背后搞鬼希望沈若歆辞职结婚。沈若歆拒绝了男友的求婚，果断与其分手。却因为照片事件被调岗至行政部。沈若歆的助理祁晓仗义相随。空降的公司副总徐敏杰公开追求沈若歆，祁晓怒斥徐敏杰前女友对沈若歆的挑衅。金钱、价值、家庭、事业……被祁晓打开心扉的沈若歆最终幡然醒悟，爱情从来不是等价交换或是什么负担，只是两人相互的吸引、志趣的相投、灵魂的碰撞和在悲欢离合里彼此成就。最终，沈若歆和祁晓破除重重阻碍，一起成长，终于走到了一起。

## 播出平台
| 频道         | 所在地   | 播出日期       | 播出时间 |
| 湖南卫视     | 中国大陆 | 2021年3月31日  | “青春进行时剧场” 3月31日起每周一至四 22:00－24:00（两集连播） 4月12日起每周一至周二 22:00 - 23:45（连播两集） |
| 芒果TV       | 中国大陆 | 2021年3月31日  | 3月31日起每周一至四22:30更新兩集 VIP会员抢先看4集 非会员次日22:00解锁2集 4月12日起每周一至周二22:05更新       |
| 广东广电网络 | 中国大陆 | 2021年4月19日  | “热剧抢先看” 每日19:30 - 20:30播放一集                                                                        |
| Netflix      | 全球     | 2021年6月18日  | UTC+8 15:00 上线                                                                                              |
| 海峡卫视     | 中国大陆 | 2021年10月17日 | “青春剧场” 每日18:35 - 20:53（连播三集）                                                                      |

## 演員列表

### 領銜主演
| 演員   | 角色   | 介紹 |
| 秦嵐   | 沈若歆 | 振鹏集团 ZENPRO GROUP 法务部高级经理→行政部经理→新能源事业部高级经理→新能源销售部高级经理→新能源部营运总监→新能源部执行总裁 出生日期：8月25日 性格：理智清醒、心思缜密 微信公众号：天上的眼睛 爱吃：光明邨月饼、糖醋排骨、红烧茄子、黄泥螺 爱好：研究天文 34岁，企业高管，是一个明标明确把自己生活打理得井井有条的理智派，理智清醒的职场大龄女性，经济独立、没有很强的职场野心，也没有什么不切实际的少女幻想。面对生活的多重博弈，她依旧目标明确、内心笃定地顽强开启成长进击之路。在残酷的工作竞争过程中，她与祁晓在职场相遇，和这个大学刚毕业的家境普通的认真男孩，开启了一段真实又现实的爱情故事，并成为她在职场的超强助攻。上海本地人，生肖属虎，大学毕业于华大法律系，居住于上海市丰华御策花园十三楼1302门牌，大学时期是张爱玲的忠实粉丝。在振鹏集团工作已有七年，也是她从研究生毕业后的第一份工作。每当她工作下班疲累，都会常到鸿姐老火锅店吃火锅。颜色偏爱马卡龙绿色。 |
| 王鹤棣 | 祁晓   | 振鹏集团 ZENPRO GROUP 法务部高级经理助理→行政部经理助理→新能源事业部高级经理助理→后辞职 性格：阳光活泼、感性细腻、善解人意 爱好：卡丁车赛车运动 22岁，创业大学生，年轻朝气追随内心初出茅庐的职场新人，零工作经验的一位男孩。进入振鹏集团担任沈若歆的助理，被对方的理智冷静所吸引，更对其情愫暗生，一直陪伴在沈若歆的身边，最后与沈若歆走到了一起。上海本地人，生肖属虎，擅长做饭。六岁起父亲就去世了，多年来和母亲一起生活，从小就懂得尊敬和爱护女性。法律系应届毕业生，毕业于华东师范大学，连续四年获得学院奖奖金。居住于上海市丰华御策花园十二楼1202门牌(与苏洋合租)。MOC 2020 MASTER OF CREATIVITY 第二届原创首饰设计大赛获得第五名。 |
| 李宗翰 | 徐敏杰 | 振鹏集团 ZENPRO GROUP 新能源部总经理→新能源部总裁 性格：成熟稳重 完美适婚男。在职场上是坚定果断无所不能的精英BOSS，情感上则是一个贴心完美温柔得体的理智派。他到了公司之后公开追求沈若歆，后来被沈若歆拒绝。从深圳市总部空降的高级合伙人。哥伦比亚大学工商管理硕士，曾连续五年获得汽车行业年度销售人物大奖。 |

### 沈家
| 演員   | 角色   | 介紹 |
| 郭凯敏 | 沈父   | 62岁，急诊科医生，农村出身，热血援藏知识青年，性格随和开朗，工作有主见，虽然工作严谨，但内心浪漫而理想主义，是沈若歆内心深藏的浪漫情怀的奠定人。年轻时为了追求梦想，忽略了妻女，人到中年后，对周依兰和沈若歆都心怀愧疚。 |
| 潘虹   | 周依兰 | 退休人士，老年大学书法课老师，曾任职高中英语教师。 思想传统、性格执拗，不折不扣、循规蹈距的虎妈。十分关心女儿沈若歆的婚姻大事，正是因为太过于关心，以至于她和女儿之间有了很多的分歧。两年前曾患上脑梗，多年来一直对前夫的埋怨和指责。自离婚后，一直过着悲痛的生活，深知婚姻不幸的痛苦，所以对女儿沈若歆的要求苛刻、甚至掌控对方。当年丈夫一走了之，自己当时面临着年级主任的升职，因考虑到要照顾幼小的女儿沈若歆，而放弃了升职的机会。 |

### 邹家
| 演員   | 角色   | 介紹 |
| 康亢   | 邹诚   | 36岁，连锁商场招商部副总经理，性格主观、固执，事业心极强，大男子主义。从小到大发展顺利，事业有成，家有贤妻，认为婚姻就该各司其职，自己负责赚钱养家，妻子负责貌美如花，因此对妻子的付出和心情都觉得理所当然。认为妻子在酒吧帮厨的工作很给自己丢脸，婚前说好丁克，但随着年纪增长开始热切期盼孩子，两人的矛盾也因此而出。最后看到了妻子乐团的表演，想起了当年自己喜欢那个洒脱张扬的宋梓妍，感慨万千，也改变了自己对于妻子和婚姻的态度。 |
| 包文婧 | 宋梓妍 | 33岁，家庭全职主妇，性格洒脱热情，打得一手好架子鼓，大学毕业后在银行做了几年柜姐，之后辞职结婚再也没有工作过。婚后潇洒了几年，收心在家，尝试做个贤妻。然而丈夫却已经习惯了职场忙碌，两人的话题越来越少，她的生活也越来越无聊，这种无聊更让她小心翼翼且不自信，所以当丈夫提出想要一个孩子时，虽然两人之前说好丁克，但她却没有勇气拒绝。在沈若歆的鼓励下想要重新找到人生价值，在履历的空白和年龄的增长都成了绊脚石。一次偶然的机会，她在摇滚酒吧得到了一份后厨帮厨的工作，菜式得到了客人的认可，随后乐队主场阿霆因鼓手离去邀请她代替演出。在排练中，她重新找到了自己原本的意气风发，和被人需要的存在感。最后也让老公看到了自己变得更好一面，找到了自己的人生价值，也与婚姻和解。与丈夫邹诚结婚已有五年，居住于上海市徐汇区林东街169弄，LINX ROYAL MEMBERS’ CLUB厨师，毕业于华东师范大学财经学，2013年2月至2016年12月期间曾任职交通银行柜员，爱吃螃蟹年糕。 |
| 施羽   | 邹父   | 邹诚的父亲。 |
| 杨昆   | 邹母   | 邹诚的母亲。 |
| 顾珂嘉 | 邹莹   | 邹诚的妹妹、小新的母亲。 |
| 王景烁 | 小新   | 邹莹的儿子。 |

### 苏家
| 演員     | 角色 | 介紹 |
| 陈鹏万里 | 苏洋 | 火龙果漫画社设计师→DBI 大斌空间文化传播有限公司设计部设计助理→后成立上海滩佳动漫有限公司 23岁，是一名自由画手，性格执拗，坚持自我，因为想留在上海而和父母打赌用一年时间找到工作，否则就要回到父母身边。因为设计专业的问题不停地遭受社会的毒打，在职场中艰难生存。在遇到大学同学尤思佳后，虽然明白对方的心意，但由于不确定自己的未来而对爱情缺乏自信与勇气。在职场上的接连失意中被尤思佳的热情和勇气打动，决定与她一起面对各种困难，并努力向自己的梦想前进。对朋友仗义，洞悉人情世故，在现实面前有些望而却步。居住于上海市丰华御策花园十二楼1202门牌(与祁晓合租)。后成立上海滩佳动漫有限公司，公司位于上海市徐汇区漕河泾科技产业化大楼C座20层。 |
| 王之民   | 苏父 | 苏洋的父亲。 |
| 郑晓婉   | 苏母 | 苏洋的母亲。 |

### 振鹏集团 ZENPRO GROUP
| 演員   | 角色   | 介紹 |
| 张棪琰 | 方丽萨 | 振鹏集团 ZENPRO GROUP 新能源部销售部副总→新能源部执行总裁 |
| 韦奕波 | 刘沛   | 振鹏集团 ZENPRO GROUP 总经理→后辞职 在振鹏集团深耕已有二十年。 |
| 贺彬   | 阮晔   | 振鹏集团 ZENPRO GROUP 法务部高级经理→法务部总监 空降法务部高级经理已有两年，对总监之位一直虎视眈眈，视沈若歆为竞争对手。 |
| 王一楠 | 李芳   | 振鹏集团 ZENPRO GROUP 行政部总监 任职总监已有四年。 |
| 林昕宜 | 尤思佳 | 振鹏集团 ZENPRO GROUP 法务部实习生→法务部助理→新能源部高级法务→新能源部培训主管 职场小白。沈若歆的师妹，一位萝莉身材汉子心的萌系美少女。她调皮可爱，臂力惊人，人送外号“怪力佳佳”。在工作中她力挺“师姐”，最终她帮助沈若歆完成了自我的转变。从大学大三开始已到振鹏集团当实习生已有两年。                                                                                                |
| 佟悦   | 崔立新 | 振鹏集团 ZENPRO GROUP 销售部经理→后辞职 曾用名崔伟伟。 35岁，性格细腻，体贴入微，志向、能力都有限，渴望跟自己组成家庭的人条件不错，可以帮忙分担经济压力。和沈若歆交往三个多月，看起来对沈若歆非常好，其实有自己的小算盘。急于跟沈若歆步入婚姻，自作聪明地买好婚房，讨好沈若歆的母亲，当众求婚，变相逼迫沈若歆答应自己。然而这些小聪明都被沈若歆识破，被分手后恼羞成怒，不惜出手报复。 |
| 周璞   | 黄店长 | 振鹏集团旗舰店黄经理。 |
| 卢森堡 | 保哥   | 振鹏集团 ZENPRO GROUP 公关部总监 |
| 张华超 | 老廖   | 振鹏集团 ZENPRO GROUP 销售部总监 |
| 黄雅洁 | 乔萌   | 振鹏集团 ZENPRO GROUP 法务部文秘 阮晔的下属 |
| 王鑫   | 李小乐 | 振鹏集团 ZENPRO GROUP 新能源部总经理助理 徐敏杰的助理 |
| 金晨   | 小田   | 振鹏集团 ZENPRO GROUP 行政部职员 李芳的下属 |
| 邓莞千 | 阿曼达 | 振鹏集团 ZENPRO GROUP 公关部职员 |
| 刘远锋 | 李经理 | 振鹏集团 ZENPRO GROUP 新能源部经理 |
| 冯伟   | 张经理 | 振鹏集团 ZENPRO GROUP 新能源部经理 |
| 任婉婧 | 小张   | 振鹏集团 ZENPRO GROUP 公关部职员 |
| 李文捷 | 吴经理 | 振鹏集团 ZENPRO GROUP 品牌部经理 |

### 其他主演
| 演員   | 角色             | 介紹 |
| 包贝尔 | 風馳堂主         | 关键意见领袖，车圈大咖。 |
| 钱泳辰 | 顾禹涛           | 海归精英律师、外所合伙人。 38岁，为人绵里藏针，含而不露，表面看上去如同沈若歆的性转翻版，但内心缺乏浪漫与激情，对感情也更加功利与算计。在沈若歆大学时期，两个理智派相谈甚欢，沈若歆很听取他的意见，两人也开玩笑如果三十五岁未婚娶就在一起。但等他离婚回国，试图说服沈若歆和自己在一起才最合适最共赢时，沈若歆的情感世界卻已经充盈。会利用手段企图让祁晓知难而退及让沈若歆离开祁晓选择自己，但最终也没有赢得她的心。离婚已有两年，曾夺得希望杯英语大赛第一名。大学一毕业就在新加坡工作。曾到纽约和伦敦工作过。连续去了法国、美国留学修读法律硕士。 |
| 田淼   | 祁母             | 53岁，四川人，居住于上海市静安区陕西路。自从丈夫心脏病去世后，多年来一直与儿子祁晓相依为命。 |
| 吴骏超 | 阿霆             | 29岁，酒吧摇滚乐队主唱，性格乐观开朗，热爱摇滚的快乐青年，对女性非常尊重，偶然认识了宋梓妍，帮助她找到酒吧帮厨的工作，鼓励她在家庭之外实现自我价值，乐队鼓手临时缺席的时候，也给了宋梓妍信任，让她成为乐队的鼓手，成为她最好的新朋友。 |
| 郝平   | 金元浩           | 自燃汽车车主。 金太太的丈夫，居住于上海徐汇区，育有一子，儿子就读于私立幼儿园。 |
| 郭彤彤 | 金太太           | 家庭主妇，自燃案受害者。金元浩的妻子，居住于上海徐汇区，育有一子，儿子就读于私立幼儿园。七月三日下午一点左右在西林东路，金太太因驾驶振鹏汽车突然起火，火庙迅速蔓延，危急时刻金太太及时逃出了驾驶室。 |
| 张晓谦 | 小魚             | 房产中介金牌销售，置业顾问。 曾误会沈若歆、徐敏杰是夫妻。 |
| 张舒沦 | 竺林             | 服装设计师。 祁竺林服装设计工作室老板，工作室位于安亭路四十一弄。 |
| 朱泳腾 | 羅老板           | 广告公司老总，徐敏杰的老朋友。 |
| 任洛敏 | 宋父             | 宋梓妍的父亲，居住于上海市奉贤区。 |
| 朱亚英 | 宋母             | 宋梓妍的母亲，居住于上海市奉贤区。 |
| 王坤   | 裴老师           | |
| 陈冠宁 | 李伟             | 业内知名设计师。连续三年拿过全国大奖的知名设计师的设计作品。因抄袭祁晓星链作品，被申诉会取消比赛资格。 |
| 龚芳妮 | 洛洛             | 原创手链网店合伙人。无法接受与男友异地恋，因此决定陪男友出国陪读，而卷走了祁晓一半投资网店的押金。 |
| 李熙媛 | 小沈若歆         | |
| 姜瑞霖 | 米豆             | 迷笛俱乐部 MIDI CLUB 学生 个性强硬、很有主见。 |
| 江易轩 | 菲菲             | 24岁，英文名Elizabeth，网络模特、“名媛培训班”成员。 |
| 刘亚鹏 | 余潇言           | 设计师、组委会成员。 |
| 茹天   | 常女士           | 新能源汽车客户。因购买了新能源汽车，自己家住的是老楼，没有独立电表，安装充电桩方面存在安全隐患，使得常女士多次投诉新能源部门。 |
| 赵文明 | 音乐早教机构老板 | 迷笛俱乐部 MIDI CLUB 老板，欣赏宋梓妍的打架子鼓演出，而诚心想宋梓妍到他的机构教导学生们打架子鼓。 |
| 陈颖   | 小美             | 艾思婚恋公司客服。 |
| 施嘉妮 | 柳依依           | 22岁，求职经理助理，半工半读，毕业于上海华东理工大学。 |
| 白桂娟 | 方老师           | 天文社老师，为人非常低调，与沈若歆有着相同的理念，而帮助其指导新能源汽车的推广活动。 |
| 李允傲 | 小七             | 电脑专家。 |
| 李帅   | 方达             | 方舟新能源科技有限责任公司技术总监 |
| 张帆   | 吴经理           | 充电桩安装公司经理。 |
| 肖舒丽 | 保洁阿姨         | “金牌家政服务”员工。 |
| 周杰   | 张总             | DBI 大斌空间文化传播有限公司客户 |
| 路恒连 | 刘总             | DBI 大斌空间文化传播有限公司总经理 |
| 卢艺   | 曼迪             | 名媛，普林斯顿大学文学系硕士。 |
| 孙志峰 | 导游             | 旅橙旅行社导游。 |
| 郭小源 | 小艾             | 出身于书香门第，王萍的女儿。 |
| 鲁红阳 | 秦师傅           | LINX ROYAL MEMBERS’ CLUB主厨 宋梓妍的同事 |
| 康群智 | 大婶             | 地摊大婶。 |
| 田岷   | 吴老师           | 教师，周依兰的老同事。 |
| 刘洁   | 王萍             | 教师，丈夫是一名大学教授。 周依兰的老同事、小艾的母亲。 |
| 卫莱   | 辛迪             | 沈若歆的好朋友，相识多年。 |
| 葛炳辉 | 鼓手             | 酒吧摇滚鼓手。 |

## 劇集主題
注：只限电视版
- 第1 - 4集：遇见她的原则
- 第5 - 12集：30岁，再出发
- 第13 - 16集：理智还是心动
- 第17 - 20集：远方还是身边
- 第21 - 24集：越成熟越孤独
- 第25 - 28集：爱与时间相悖
- 第29 - 32集：如果现实超载
- 第33 - 36集：浪漫的未来式

## 電視劇歌曲
| 曲序 | 曲目                      |               | 作曲                                       | 编曲   | 製作人 | 演唱         |
| ---- | ------------------------- | ------------- | ------------------------------------------ | ------ | ------ | ------------ |
| 1.   | Start From Here（主题曲） |               | 潘小舟、金佳里、大圣、陈沛宇、田日、薛雨阳 |        |        |              |
| 2.   | 懂（插曲）                | 金小K         | 岑思源                                     | 陆泰名 | 岑思源 | 秦岚、王鹤棣 |
| 3.   | 咫尺星海（插曲）          | 金小K         | 岑思源                                     | 陆泰名 | 岑思源 | 木头         |
| 4.   | 咫尺星海（插曲）          | 金小K         | 岑思源                                     |        |        | 雨妃         |
| 5.   | All My Life（插曲）       | 金小K、岑思源 | 岑思源                                     | 岑思源 | 岑思源 | 许鹤缤       |
| 6.   | 第三人称（插曲）          | hush!         | hush!                                      |        |        | hush!        |

## 製作團隊
| - 总出品人：张华立 - 出品人：张勇、蔡怀军 - 总监制：丁诚、蔡怀军 - 监制：郑华平、梁德平、刘琛良、杨喜卿、方菲、张志红、罗泽军 - 總製片人：王柔媗 - 执行製片人：潘可唯、赵芸暇、戴林志 - 制片主任：彭月、颜小革 - 導演：徐辅军 - 执行导演：周卉芳 - 編劇：龙小山、陈深、陈彤 (漫美) - 联合编剧：张雪丽、刘艺、杨治国 - 责编：张琰、恽雯、吕林锦、王雅娟 - 藝術监制：王柔媗 - 藝術设计：王竞 - 造型设计：裴蓓 - 总策划：龚政文 - 策划：朱琰、王慧、谢尔琪、李雨静、范宁、曾倩、黄兴玮、戴玲 - 平台统筹：彭悠悠、张阳、杨怀东 | - 营运统筹：姜洁、戴玲 - 营销统筹：万琳 - 视觉总监：李梦瑶 - 发行统筹：任旭、熊熊 - 宣传：陈志亮、秦希雯、陈璇葶、冯英才、褚金丰、谢梦瑶、左晶晶 - 宣传统筹：袁翠、毛林 - 摄影指导：杜鹏 - 美术指导：王竞、傅春旭 - 造型指导：裴蓓 - 妆发指导：王晓琳 - 剪辑指导：张文 - 音乐团队：仁溪音乐 - 音乐总监：何倩 - 音乐统筹：王金贺、王碧莹 - 音乐编辑：付冬雪 - 配音导演：廖菁、张伟 - 声音指导：俞子博 - 艺人总统筹：徐溢、范新蜀 |

## 原著小說
作者：漫美《阿尔法守则》

## 评价
《理智派生活》作为一部现实主义女性成长剧，并没有将视角局限于婚恋，而是对都市男女面对的各种现实问题诸如自我价值、职场难题、亲密关系、城市归属感等进行探讨，表达了“嫁人不是人生大事，爱才是” “人要遵循本心” “要敢于打破世俗偏见”等鲜明态度，从而引发了不少观众共鸣。
而实际年龄相差19岁的秦岚与王鹤棣携手出演“姐弟恋”，也是该剧从一开拍便吸引观众眼球的看点。凭借新版《流星花园》中霸道憨直的道明寺一角而被观众所知的王鹤棣，在剧中抛弃了霸气高冷的过往形象，将“弟系男友”祁晓演绎得十分接地气。

## 宣传活动
- 2020年10月18日：该剧公布了首版花絮，同时该剧总制片人王柔媗携主演秦岚、王鹤棣、李宗翰、包文婧于长沙出席《芒果TV2021青春新芒品鉴会》。[9]
- 2020年11月5日：秦岚、王鹤棣空降《剧星驾到 WEIBO TV SHOW》直播间。
- 2020年11月14日：探班剧照上线。
- 2021年1月8日：首发职场海报。
- 2021年3月11日：秦岚、王鹤棣于长沙录制《快乐大本营》，同时并做客芒果TV《甜蜜的任务》。
- 2021年3月27日至28日：于北京、长沙举办超前观剧+幕后主创交流活动。
- 2021年3月31日：秦岚、王鹤棣相约“主演云约会”开播特别节目。
- 2021年4月9日：秦岚、王鹤棣现身湖南广播电视台扫楼并于抖音直播“陪你云追剧”。同日，秦岚、王鹤棣、李宗翰、包文婧、陈鹏万里、林昕宜录制《天天向上》。[10]

## 軼事
- 此劇為芒果TV创作中心的首部自制剧。
- 此劇成为2021年唯一被Netflix采购全球独播版权的剧集。
- 此劇由拍摄完毕至剧集首播的相隔时间只有2个月。
- 秦岚在此劇的定装造型总共280套。

## 奖项及提名
| 年份   | 颁奖典礼                     | 奖项                              | 得奖者         | 结果 |
| 2020年 | 2020金河豚奖颁奖典礼         | 年度最具期待剧集                  | 总制片人王柔媗 | 獲獎 |
| 2021年 | 第32屆华鼎奖颁奖典礼         | 全国观众最喜爱十佳演员            | 秦岚           | 提名 |
| 2021年 | 第6届电视剧大赏              | 年度剧集作品 - 年度都市剧         | 制作团队       | 提名 |
| 2021年 | 第6届电视剧大赏              | 年度剧集角色 - 年度都市类女性角色 | 秦岚           | 提名 |
| 2021年 | 第6届电视剧大赏              | 年度剧集角色 - 年度都市类男性角色 | 王鹤棣         | 提名 |
| 2021年 | 2021新浪电视浪斯卡           | 现代剧                            | 制作团队       | 提名 |
| 2021年 | 2021微博之夜                 | 微博年度剧集                      | 制作团队       | 提名 |
| 2022年 | 第6届新文娱 · 新消费年度峰会 | 年度创新剧集                      | 制作团队       | 獲獎 |
| 2022年 | 第6届新文娱 · 新消费年度峰会 | 年度制作人                        | 总制片人王柔媗 | 獲獎 |
| 2022年 | 第6届金骨朵网络影视盛典      | 年度十大精品剧集                  | 制作团队       | 獲獎 |
| 2022年 | 第6届金骨朵网络影视盛典      | 年度剧集制作人                    | 总制片人王柔媗 | 獲獎 |

## 荣誉
| 年份   | 单位                  | 荣誉                   | 得奖者         |
| 2020年 | 传媒内参第5届“指尖榜” | 最受期待剧集作品       | 制作团队       |
| 2020年 | 传媒内参第5届“指尖榜” | 最具影响力电视剧制片人 | 总制片人王柔媗 |

## 番外

### 番外篇
| 番外名                     | 集数 | 片长   |
| 《理智派生活之求婚大作战》 | 3集  | 33分钟 |

### 播出時間
| 频道   | 所在地   | 播出日期      | 播出时间    |
| 芒果TV | 中国大陆 | 2021年5月11日 | 20 : 00上线 |

## 韩国翻拍
2022年8月23日，韩国制作公司Samhwa Networks正式购入翻拍版权、改编权。